# Taufbecken Sainte-Colombe (Charente-Maritime)

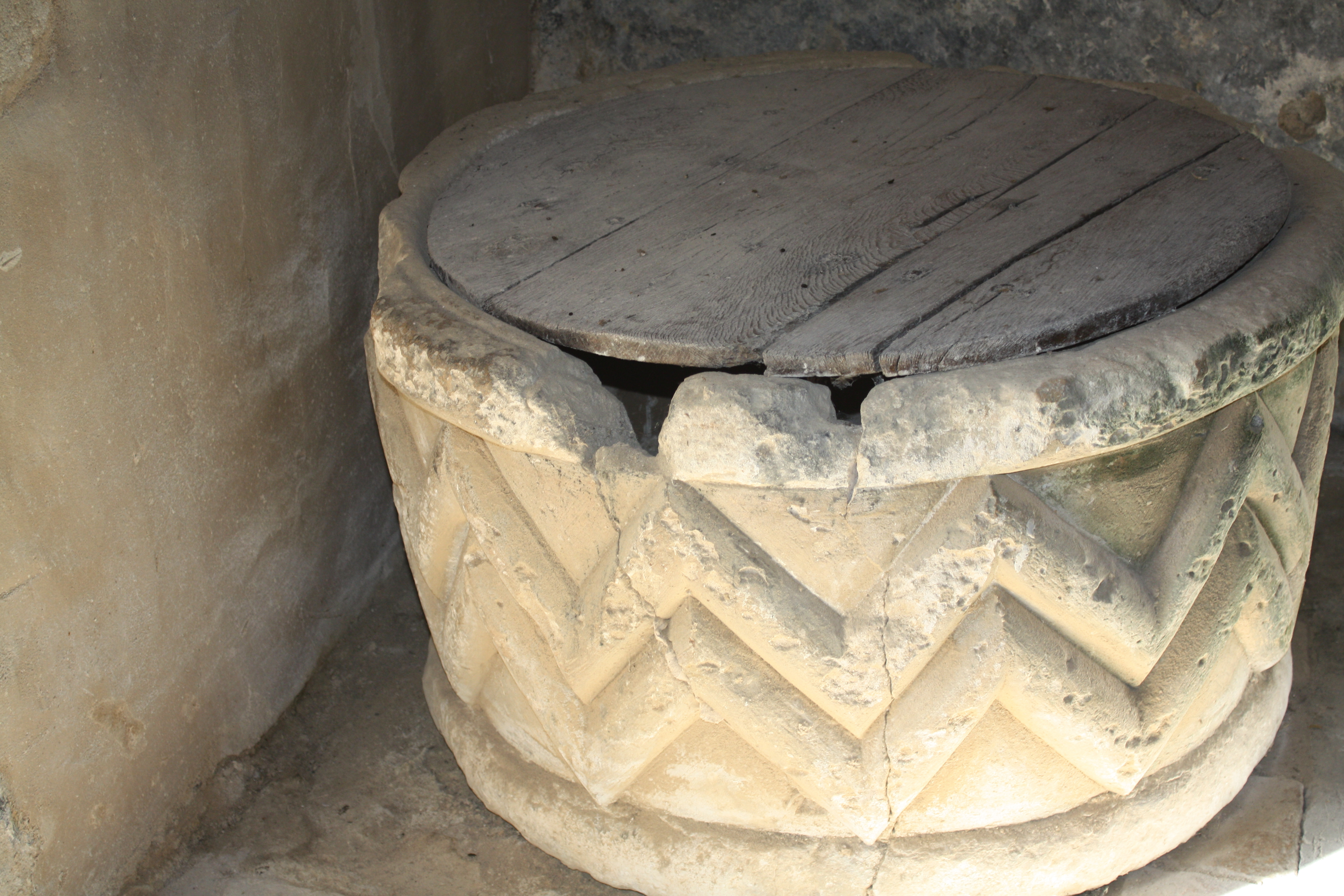
Taufbecken in Sainte-Colombe

Das Taufbecken in der Kirche St-Eutrope in Sainte-Colombe, einer französischen Gemeinde im Département Charente-Maritime der Region Nouvelle-Aquitaine, wurde im 12. Jahrhundert geschaffen. Das Taufbecken aus Stein wurde 1976 als Monument historique in die Liste der geschützten Objekte (Base Palissy) in Frankreich aufgenommen.
Das Taufbecken besitzt ein reliefartiges Zickzack-Muster und einen überstehenden Rand am oberen Abschluss. Ein einfacher Holzdeckel schließt das Becken ab.